# The Nanny (série télévisée)
The Nanny (The Watchful Eye) est une série télévisée américaine en dix épisodes de 42 minutes créée par Julie Durk, diffusée entre le 30 janvier et le 27 mars 2023 sur la chaîne Freeform.
Doublée en français, elle reste inédite dans tous les pays francophones.

## Synopsis
Elena Santos est engagée en tant que nounou par une riche et influente famille de Manhattan. La jeune femme au passé compliqué découvre que tout le monde cache de sombres secrets et d'obscures motivations. Elena elle-même porte ses propres secrets.

## Distribution

### Acteurs principaux
- Mariel Molino (VF : Marion Gress) : Elena Santos
- Jon-Michael Ecker (en) : Scott Macedo
- Warren Christie (VF : Jean-Pierre Michaël) : Matthew Ward
- Amy Acker (VF : Léa Gabriele) : Tory Ayres
- Aliyah Royale : Ginny Welles
- Andres Velez : Roman
- Kelly Bishop (VF : Frédérique Cantrel) : Mme Ivey

### Acteurs récurrents et invités
- Elyse Maloway : Jocelyn Morrow
- Lex Lumpkin : Elliott Schwartz
- Henry Joseph Samiri : Jasper Ward
- Grace Kaufman : Bennet Ayres
- Christopher Redman : Dick Ayres
- Baraka Rahmani : Alex Toubassy
- Megan Best (VF : Charlotte Hervieux) : Darcy Ayres
- Clare Filipow : Kim Stewart
- Lachlan Quarmby : James Gianfranco
- Emily Tennant (VF : Julia Boutteville) : Allie Ward
- Aaron Douglas : Otis Winthrop III
- Jacqueline Obradors : Ronnie, la mère d'Elena
- Joaquin Obradors : Teo, le frère d'Elena
- Bronwen Smith (VF : Laurence Huby) : Candace Brandt
- Tim Perez : Hector Malo
- Lossen Chambers : Dr Arlene Franklin, la mère d'Elliott

 Source et légende : version française (VF) sur RS Doublage

## Production
Le 30 septembre 2021, Freeform commande un pilote pour le projet The Nanny, et incluait déjà Andrea Londo (Narcos), Warren Christie (The Village), Kelly Bishop (Gilmore Girls), Amy Acker (The Gifted), Jon Ecker (Firefly Lane), Lex Lumpkin (All That), Henry Joseph Samiri (The Bold and the Beautiful) et Aliyah Royale (The Walking Dead: The World Beyond).
La série est commandée le 30 juin 2022 sous son titre actuel (The Watchful Eye),.
Le 30 juin 2023, la série est annulée.

## Épisodes
1. Hen in the Fox House
2. Hide and Seek
3. The Nanny Who Knew Too Much
4. The Nanny Vanishes
5. Stairway to Eleven
6. Save New York
7. Out Like a Light
8. Spellbound
9. The Serpent's Tooth
10. Hale Fellow Well Met